# Ожика
Ожи́ка (лат. Lúzula) — крупный род цветковых растений семейства Ситниковые (Juncaceae).

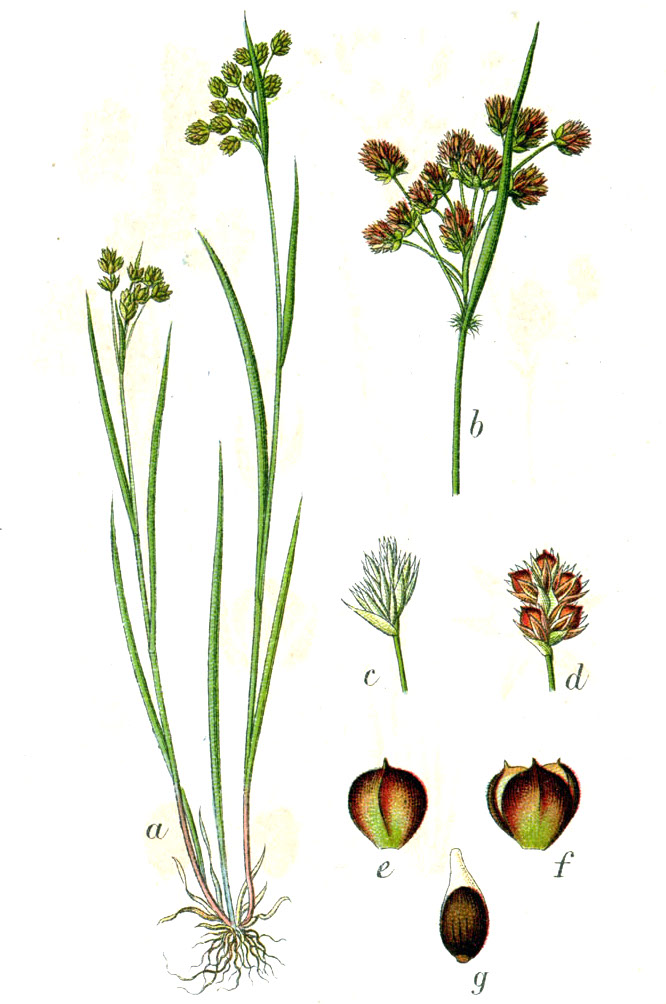
Ожика бледноватая.

## Ботаническое описание
Многолетние травянистые растения с доверху олиственными стеблем.
Листья плоские, по краю бело-ресничато-волосистыми, с замкнутыми влагалищами, стеблевые мельче прикорневых.
Соцветие метёльчатое, зонтиковидное или головчатое, с одиночными или собранными в пучки цветками. Цветки с перепончатыми, ресничатыми прицветниками. Околоцветник шестилистный, его листочки при основании сращённые, тонко-кожистые, острые или по краю зубчатые, равновеликие и тёмно окрашенные. Завязь одногнездная, столбик нитевидный, или едва выраженный, рыльца в числе трёх, семядоли в числе трёх.
Плод — трёхгранная, одногнездная коробочка, расщепляющаяся вдоль по гнездам, с тремя створками. Семена в числе трёх, яйцевидные, продолговатые или округлые, с развитым мучнистым придатком на одном конце.

## Значение и применение
Кормовое значение рода плохо изучено и сведения часто противоречивы (по состоянию на 1935 год). В тундре весной охотно поедается оленем (Ожика мелкоцветковая (Luzula parviflora), Ожика колосистая (Luzula spicata), Ожика Валенберга (Luzula wahlenbergii) и некоторые другие виды). В лесных и горных районах поедается скотом плохо или совсем не поедается.

## Классификация

### Таксономия
Род Ожика входит в семейство Ситниковые (Juncaceae) порядка Злакоцветные (Poales).
|  |                                      |  |                                                             |                                                             |                      |  | ещё 15 семейств (согласно Системе APG II) |             |             |           |
|  |                                      |  |                                                             |                                                             |                      |  |                                           |             |             | 140 видов |
|  |                                      |  |                                                             | порядок Злакоцветные                                        |                      |  |                                           |             | род Ожика   |           |
|  |                                      |  |                                                             | порядок Злакоцветные                                        |                      |  |                                           |             | род Ожика   |           |
|  | отдел Цветковые, или Покрытосеменные |  |                                                             |                                                             | семейство Ситниковые |  |                                           |             |             |           |
|  | отдел Цветковые, или Покрытосеменные |  |                                                             |                                                             |                      |  |                                           |             |             |           |
|  |                                      |  | ещё 44 порядка цветковых растений (согласно Системе APG II) | ещё 44 порядка цветковых растений (согласно Системе APG II) |                      |  |                                           | ещё 6 родов | ещё 6 родов |           |
|  |                                      |  |                                                             | ещё 44 порядка цветковых растений (согласно Системе APG II) |                      |  |                                           |             | ещё 6 родов |           |

### Виды
Согласно данным сайта Королевских ботанических садов Кью род насчитывает 140 видов. На территории России и сопредельных стран произрастают следующие виды:
- Luzula arcuata (Wahlenb.) Sw. (1814) — Ожика изогнутая
- Luzula capitata (Miq. ex Franch. & Sav.) Kom. (1927) — Ожика головчатая
- Luzula confusa Lindeb. (1855) — Ожика спутанная
- Luzula forsteri (Sm.) DC. (1806) — Ожика Форстера
- Luzula kjellmaniana Miyabe & Kudo (1913) — Ожика Чьельмана
- Luzula multiflora (Ehrh.) Lej. (1811) — Ожика многоцветковая
- Luzula nivalis (Laest.) Spreng. (1825) — Ожика снеговая
- Luzula oligantha Sam. (1927) — Ожика малоцветковая
- Luzula pallescens Sw. (1814) — Ожика бледноватая
- Luzula parviflora (Ehrh.) Desv. (1808) — Ожика мелкоцветковая
- Luzula pilosa (L.) Willd. (1809) — Ожика волосистая
- Luzula rufescens Fisch. ex E.Mey. (1849) — Ожика рыжеватая
- Luzula spicata (L.) DC. (1805) — Ожика колосистая
- Luzula sudetica (Willd.) Schult. (1814) — Ожика судетская
- Luzula sylvatica (Huds.) Gaudin (1811) — Ожика лесная
- Luzula wahlenbergii Rupr. (1845) — Ожика Валенберга